# Chrysasura leopardina
Chrysasura leopardina är en fjärilsart som beskrevs av Rothschild 1913. Chrysasura leopardina ingår i släktet Chrysasura och familjen björnspinnare. Inga underarter finns listade i Catalogue of Life.